# Kim-Lian van der Meij

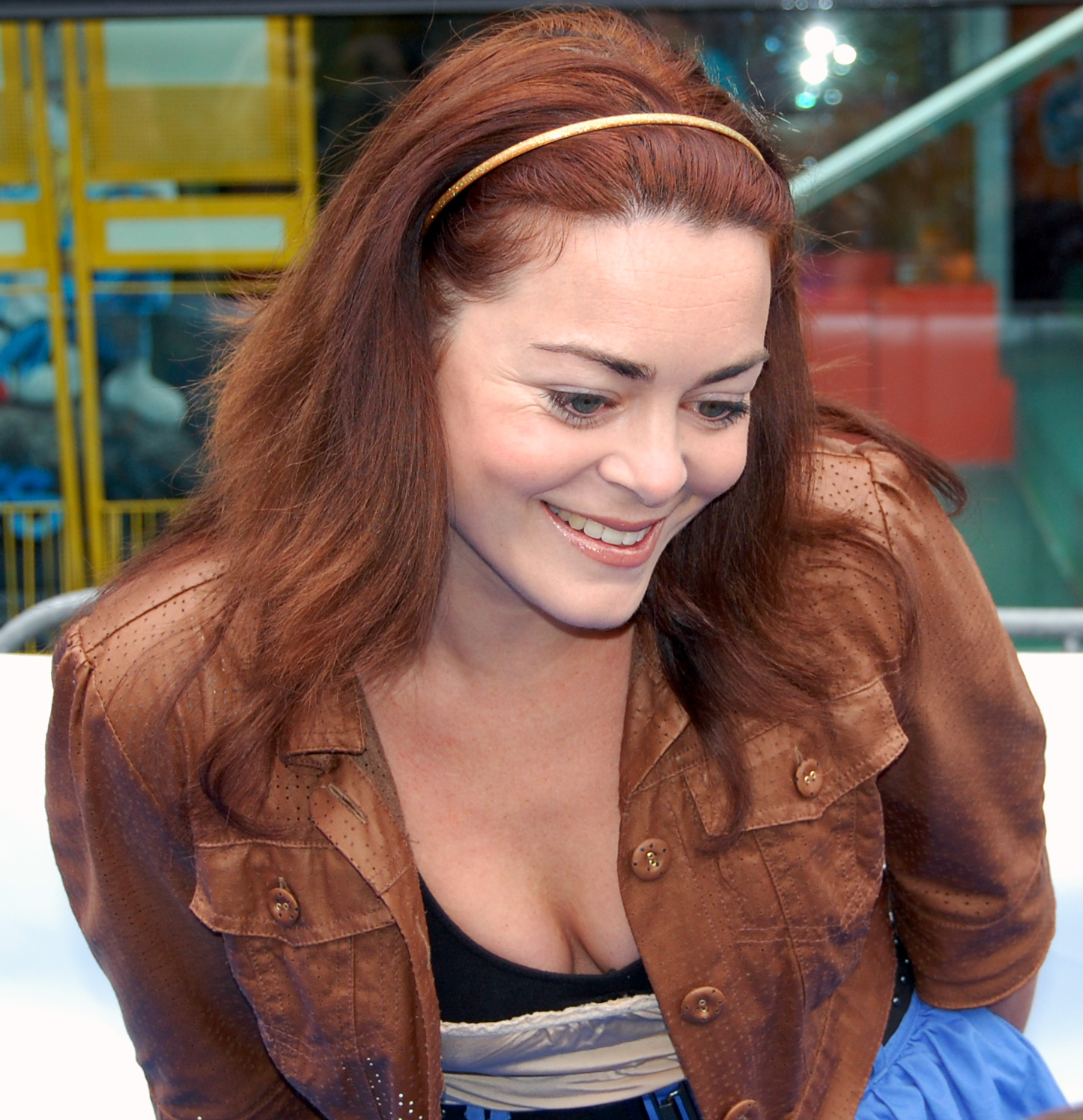
Kim-Lian van der Meij.

Kim-Lian van der Meij (Beverwijk, 1 de outubro de 1980) é uma atriz, cantora, apresentadora e compositora neerlandesa. Ela é famosa por seu êxito "Teenage Superstar" (que ganhou várias covers em diferentes países, incluindo na forma da canção "Para Mim Tanto Faz", dos portugueses DZRT) e por apresentar o popular programa infantil Kids Top 20. Ela também é conhecida pela sua cover do hit "Kids in America", de Kim Wilde.

## Biografia
Kim-Lian vem de uma família musical. Ambos seus pais eram bailarinos profissionais, inclusive a mãe dela poderia ser encontrado no dancefloor, quando ela estava grávida. Kim-Lian ganhou sua infância em diferentes concursos e dança regularmente aderiram ao lábio-sincronismo show. Quando ela foi de 6 e 11 ingressou na holandês programa "O Mini Playbackshow" (um lábio-sincronismo concurso nacional em TV). 
Quando ela virou 16 ela foi assinado em várias agências e modelo vazamento. Rapidamente ela foi convidada para o pequeno papel em Holandês TV-programas como Goede Slechte Tijd Tijd, Kees & Co e muito mais. Depois de fazer uma triagem no canal Veronica era um apresentador de Calltv. De 2001 até 2002 ela apresentou Puzzeltijd (Puzzletime). 
Depois que ela saia Puzzeltijd houve um silêncio em torno de Kim-Lian. Mas, desde 2003 ela foi convidada a apresentar o Top 20 Kids para as crianças rede Jetix. TV-Este programa foi visto por 200.000 crianças a cada semana. Para este programa que ela ganhou o maior prêmio na Holanda para um programa as crianças: a Gouden Stuiver (The Golden Níquel).

## Carreira musical
(2003 - 2005) Balance
Em 2003 ela tem a chance de gravar um álbum pela CMM registros. No final de 2003, o primeiro single "Teenage Superstar" foi lançado. Já Kim-Lian correu internacional. Teenage Superstar se tornou um hit # 1 na Indonésia e foi fretado nos gráficos em outros países, como os Países Baixos, Bélgica, África do Sul, Ásia, Itália e Suécia. 
Depois de "Hey Boy!" foi liberado (que também fez bem em todos os gráficos), Kim-Lian's debut álbum Saldo foi libertado, o que culminou em # 9 na Netherlands Albums Chart. 
O terceiro single, "Jardim do Amor" foi lançado para mostrar um lado mais maduro de Kim. Foi uma canção com algumas guitarras pesadas nele. Embora ela foi promovida como uma criança artista essa canção tinha sérias letras. "Jardim do Amor", foi para o Top 40 na Holanda, mas não foi o seu maior sucesso até agora. 
Essa foi a última único álbum foi lançado fora da cobertura de uma canção de Kim Wilde "Kids in America". A canção se tornou um top 10 hit de Kim na Holanda. 
No final de 2004 Kim-Lian libertado um DVD chamado Saldo: A Experiência. O DVD contém os vídeos musicais e performances ao vivo. 
Porque ela tem uma extraordinária procurar tais actos e engraçada, ela foi convidada para participar do elenco de apresentadores do Top of the Pops da BBC. Esta não é uma coisa comum. Não são muitas as pessoas são convidadas a ajudá-los a apresentar o programa. E nesse mesmo tempo uma versão mais dinâmica do "Teenage Superstar" foi lançado no Reino Unido. 
(2006) Just Do It. 
Após dividir-se com ela gravadora CMM Records, Kim-Lian porque se recusou a cantar músicas mais filhos, trabalhou em seu segundo álbum. Ela queria produzi-lo sozinha e foi auxiliado pelo produtor sueco (e parceiro) Daniel Gibson. Eles construíram um estúdio em sua casa e começou a escrever canções. Escrever músicas para Kim-Lian foi algo que ela adorava. Eles escreveram com escritores de diversos países, como Suécia, Inglaterra, Holanda e Bélgica. 
O primeiro single do Just Do It era "Road to Heaven". E ela mostrou que ela não tinha necessidade de fazer música para as crianças têm acesso. Não foi um enorme sucesso, que culminou em # 28 no Top 40, mas foi um começo. 
Em 12 de outubro de ela libertada "em vão", segundo o único fora da próxima segunda álbum Just Do It É uma canção emocional no vídeo onde ela morre. Depois de passar 6 semanas no Tipparade (holandês pré-chart) era esperado que o gráfico em holandês Top 40 na próxima semana. Mas ele não entra. 
Kim-Lian've tenho planos de ir para o estrangeiro com o seu novo álbum, mas não há nada certo.

## Musicais
Em 1994 Kim-Lian jogou em seu primeiro musical Kruistocht Em Spijkerbroek (Cruzada em jeans), baseado no romance de Crianças Thea Beckman. Durante a primeira temporada do Kids Top 20, Kim-Lian desempenhou um papel no musical Início. No final de 2003 ela jogou no musical da Kunt u Mij weg naar Hamele vertellen, Meneer? (Pode dizer-me o caminho para Hamel, senhor?). Em 2005 Kim-Lian desempenhado o papel de De Kleine Zeemeermin (Pequena Sereia), juntamente com a cantora belga Kathleen Aerts. Em 2007 ela será visto no novo musical Doe Maar (Com base nas experiências da banda holandesa pelo mesmo mesmo). Isto não tem nada a ver com o seu novo álbum que tem o mesmo nome.
| Year | Title                                             | Role           |
| ---- | ------------------------------------------------- | -------------- |
| 1994 | Kruistocht In Spijkerbroek                        | ?              |
| 2003 | Home                                              | Motje          |
| 2004 | Kunt u mij de weg naar Hamelen vertellen, meneer? | ?              |
| 2005 | De Kleine Zeemeermin                              | Little Mermaid |
| 2007 | Doe Maar                                          | Janis          |

## Discografia
Álbuns
| Year | Album                                                                       | Chart positions | Chart positions |
| Year | Album                                                                       | NL              | BE              |
| ---- | --------------------------------------------------------------------------- | --------------- | --------------- |
| 2004 | Balance - 1st studio album - Released: May 24, 2004 - Format: CD            | 43              |                 |
| 2006 | Just Do It - 2nd studio album - Released: October 28, 2006 - Format: CD+DVD | -               | -               |

### Singles
| Year | Single                                       | Chart positions | Chart positions | Chart positions | Chart positions | Chart positions | Album      |
| Year | Single                                       | NL              | IND             | BEL             | SWE             | DEN             | Album      |
| ---- | -------------------------------------------- | --------------- | --------------- | --------------- | --------------- | --------------- | ---------- |
| 2003 | "Teenage Superstar"                          | 4               | 1               | 24              | 26              | -               | Balance    |
| 2004 | "Hey Boy!"                                   | 6               | -               | 48              | -               | -               | Balance    |
| 2004 | "Garden of Love"                             | 19              | -               | -               | -               | -               | Balance    |
| 2004 | "Kids in America"                            | 15              | -               | 50              | -               | -               | Balance    |
| 2006 | "Road to Heaven"                             | 28              | -               | -               | -               | -               | Just Do It |
| 2006 | "In Vain"                                    | 33              | -               | -               | -               | -               | Just Do It |
| 2007 | "Feel" (digital single)                      | -               | -               | -               | -               | -               | Just Do It |
| 2009 | "Not That Kinda Girl" (with Linda Bengtzing) | 32              | -               | -               | -               | -               |            |
| 2009 | "Gemengde Gevoelens" (with Fouradi)          | 17              | -               | -               | -               | -               |            |
| 2010 | "How I Like It" (with The Future Presidents) | -               | -               | -               | -               | 15              |            |

## Filmografia
Filmes
| Year | Title                                  | Role                                 |
| ---- | -------------------------------------- | ------------------------------------ |
| 2002 | Costa                                  | Greetje                              |
| 2002 | Bonbini Beach                          | ?                                    |
| 2002 | Kees & Co                              | ?                                    |
| 2005 | Chicken Little                         | Malle Abby (voice-only)Dutch version |
| 2006 | Super Robot Monkey Team Hyperforce Go! | Nova (voice-only)Dutch version       |

Programas de TV
| Year      | Title                                     |
| --------- | ----------------------------------------- |
| 2000/2002 | Call TV                                   |
| 2003/2005 | Jetix Planet Live Ahoy                    |
| 2005      | Christmas Jumbo Gala XL                   |
| 2005      | Co-Host Top of the Pops (British Version) |
| 2003/2006 | Kids Top 20                               |
| 2006/2007 | Nationaal Kids TV                         |
| 2007      | Junior Eurovision Song Contest 2007       |

## Prêmios e nomeações
| Award                         | Category                                                    | About                                             | Result    |
| ----------------------------- | ----------------------------------------------------------- | ------------------------------------------------- | --------- |
| 2003 till 2006                |                                                             |                                                   |           |
| Nickelodeon Kids Award        | Best Female Singer                                          | Herself                                           | Won       |
| John Kraaijkamp Musical Award | Best Leading Female Role                                    | De Kleine Zeemeermin                              | Nominated |
| John Kraaijkamp Musical Award | Upcoming Talent                                             | Kunt U Mij De Weg Naar Hamelen Vertellen, Meneer? | Nominated |
| De Televier Ring              | De Gouden Stuiver (The Golden Nickel) Best Children Program | Kids Top 20                                       | Won       |